# Kiszsolna
Kiszsolna (románul Jelna, németül Senndorf, az erdélyi szász nyelven Sänderf) falu Romániában, Beszterce-Naszód megyében.

## Fekvése
Besztercétől 6 km-re, Szászbudak, Felsőszászújfalu, Vinda és Beszterce közt fekvő település.

## Története
1264-ben említik először Zolosim néven.
A települést szász telepesek alapították. A középkorban katolikus lakosság a reformáció idején áttért a lutheránus vallásra.
A trianoni békeszerződésig Beszterce-Naszód vármegye Jádi járásához tartozott.
A szász lakosságot a második világháború után kitelepítették, helyükre román telepesek érkeztek.

## Lakossága
1910-ben 602 lakosából 409 német, 132 cigány, 59 román és 2 magyar volt.
2002-ben 746 lakosából 625 fő (83,8%) román, 111 (14,9%) cigány, 6 (0,8%) magyar és 1 fő (0,1%) ukrán volt.

## Látnivalók
- Lutheránus temploma a 15. században épült gótikus stílusban. Érdekessége, hogy a templom oszlopfőit egy - egy kőből kifaragott emberfej zárja. A hívek nélküli templom a második világháborút követő évtizedekben az enyészeté lett. Szentélyében 2016-ban magyar örökségvédők Giotto di Bondone egy elpusztult mozaikjának hű freskómásolatát találták meg. Az összeomlás szélén álló kiszsolnai templomnak és a freskómásolatnak magyar állami támogatással 2016-ban kezdődött el a mentése. [3]